# Mosaik (Zeitschrift)
Das Mosaik ist gegenwärtig einer der ältesten und auflagenstärksten Comics deutscher Produktion.

## Geschichte
Die Zeitschrift wurde 1955 in Ost-Berlin gegründet und erscheint seitdem im Format von 16,4 cm Breite und 24 cm Höhe. Das erste Heft mit den drei Digedags als Haupthelden erschien am 23. Dezember 1955 im Verlag Neues Leben. Zunächst war die Erscheinungsweise vierteljährlich (Verkaufspreis 0,95 DM), seit der Nummer 7 im Juni 1957 kommt das Heft monatlich heraus (Verkaufspreis 0,60 DM bzw. 0,60 MDN / 0,60 M). Mit der Nr. 38 im Januar 1960 wechselte das Magazin zum Verlag Junge Welt. Im Januar 1976 begann mit den drei Abrafaxen als neuen Haupthelden die bis dahin durchgängige Nummerierung nach 229 Heften wieder bei 1 und wurde aus postvertriebstechnischen Gründen nun jahrgangsweise von 1–12 gezählt – mit einer Ausnahme: Die Neuerung konnte bei der Januarausgabe 1977 nicht mehr rechtzeitig umgesetzt werden, sie erschien deshalb  mit dem Aufdruck 13 statt 1/1977. Die Mosaik-Hefte 10–12/91 wurden aufgrund der Abwicklung des Verlags Junge Welt interimistisch von der „Procom Gesellschaft für Kommunikation und Marketing mbH“ in Berlin herausgegeben. Seit dem Januarheft 1992 wird die Serie im Mosaik Steinchen für Steinchen Verlag in Berlin-Westend verlegt, der im Juni 1992 durch Verschmelzung zur MOSAIK Steinchen für Steinchen Verlag + PROCOM Werbeagentur wurde. Zugleich wurde die Heftzählung wieder auf eine fortlaufende Nummerierung umgestellt, unter Einbeziehung der 192 Ausgaben seit 1976, sodass das besagte Januarheft nicht als Heft 1/92, sondern als Nummer 193 erschien.
Die heutigen Helden der Geschichten sind seit 1976 die drei Figuren Abrax, Brabax und Califax, gemeinsam auch Abrafaxe genannt. Eine weitere Ausgabe erscheint seit 2008 vierteljährlich mit den Hauptfiguren Anna, Bella und Caramella, den „Annabellas“. Das herausragende Wesensmerkmal aller Abenteuer ist, dass sie als fortlaufende Geschichten in großen Erzählbögen mehrere Hefte umfassen und in ihnen Reisen durch Raum und Zeit erfolgen.
Die Mitarbeiterzahl beträgt 20, die Auflage des Mosaik lag im Januar 2021 bei 110.000 Stück, wovon rund 40.000 Exemplare im Abonnement vertrieben wurden. Der Einzelhandelsverkaufspreis lag 2025 bei 3,65 Euro. Laut Mosaik-Verlag ist über die Hälfte der Leser älter als 30 Jahre. Geschäftsführer sind Anne Hauser-Thiele und Klaus D. Schleiter, der auch der Herausgeber ist.

## „Digedags“
Von Dezember 1955 bis Juni 1975 erschienen unter der Federführung des Grafikers Johannes Hegenbarth, alias Hannes Hegen, 223 Hefte. Sie geben Einblicke in mehrere Jahrtausende Menschheitsgeschichte. Ihre koboldähnlichen Haupthelden waren Dig, Dag und Digedag, die Digedags. Da am Anfang die langfristige Entwicklung der Figuren nicht hinreichend geklärt war, gab es neben Heften mit den Digedags auch zwei Hefte (3 und 5) mit tierischen Hauptfiguren im Stile von Walt Disney. Vermutlich aus dramaturgischen Gründen wurden die Digedags ab Heft 20 auf Dig und Dag reduziert. Die spätere Suche nach Digedag fand erst viele Jahre später im Rahmen der Ritter-Runkel-Serie statt. Nach 10 Jahren Abwesenheit wurde Digedag ab Heft 141 wieder fest ins Mosaik integriert.
Seit Heft 45 werden die Abenteuer der Digedags in zwei parallel laufenden Geschichten erzählt. Die erste Erzählebene ist eine vom Planeten Neos ausgehende Weltraumexpedition, die die menschenähnlichen Expeditionsteilnehmer auf andere Planeten führt, die sich in verschiedenen, der Erdgeschichte vergleichbaren Entwicklungsstadien befinden (die Weltraumserie). Während langer Flugphasen erzählen die Digedags von den Abenteuern, die sie auf ihrem Herkunftsplaneten, der Erde, erlebten. Diese Geschichte in der Geschichte reflektiert mehrere Jahrhunderte Technikentwicklung, insbesondere die Entwicklung der Dampfmaschine. Die folgenden Hefte erzählen die Abenteuer der Digedags in zwei großen, sich über viele Hefte erstreckenden durchgängigen Handlungsbögen. Die erste romanhafte Geschichte, die Ritter-Runkel-Serie, die im mittelalterlichen Italien, in Konstantinopel und im Orient spielt, brachte es zu besonderer Popularität (Hefte 90 bis 151, erschienen von Mai 1964 bis Juni 1969). Die zweite Großerzählung, die Amerika-Serie, handelt in den USA wenige Jahre vor Ausbruch des Bürgerkrieges 1861 (Hefte 152 bis 211, erschienen Juli 1969 bis Juni 1974). Sie beginnt auf den Sklavenfarmen am Mississippi, führt auf Goldsuche in die Rocky Mountains und endet mit der Rückkehr per Segelschiff über Panama und die Karibik nach New York nach Ausbruch des Bürgerkrieges im Jahr 1862 kurz vor der zweiten Schlacht am Bull Run.
Im Nachhinein erhob Hegen den Anspruch, völlig unpolitische Bildergeschichten geschaffen zu haben. Jedoch sind zumindest die Abenteuer auf dem Neos innerhalb der Weltraumserie (Hefte 25 bis 44, erschienen von Dezember 1958 bis Juli 1960) sichtbar vom Geist des Kalten Krieges geprägt. Die späteren Hefte sind Abenteuer-Comics nach klassischem Muster. Innerhalb der Großerzählung bietet jedes Heft eine abgeschlossene Episode, in die viele humoreske, bis zum Slapstick gehende Szenen eingeflochten sind. Dabei sind die Digedags immer als Streiter für das Gute und auf der Seite der einfachen Leute anzutreffen. In unaufdringlicher Weise wird in den Episoden auch gut recherchiertes Zeitkolorit ausgebreitet.
Am 14. November 1973 kündigte Hannes Hegen, der die Urheberrechte an den Digedags hatte, seinen Vertrag zum 1. Juli 1975, sodass der Verlag ein neues Konzept entwickeln musste. Zur Überbrückung wurden im zweiten Halbjahr 1975 die ersten sechs Hefte der Ritter-Runkel-Serie nachgedruckt. Zu diesem Zeitpunkt arbeitete Lothar Dräger schon intensiv an einem neuen Konzept für das Mosaik, das später auch teilweise umgesetzt wurde.
Das Mosaik von Hannes Hegen wurde in verschiedene Sprachen übersetzt und erschien unter anderem auch in den Niederlanden, in Finnland und Ungarn. Ausländische Vertriebswege und Verkaufspreise wurden ab Heft 121 (Dezember 1966) in das Impressum auf der Rückseite der Hefte aufgenommen. Für die alte Bundesrepublik war dies die Helios-Literatur-Vertriebs-GmbH in West-Berlin, wobei zunächst ein Preis von 0,80 DM und ab Heft 128 von 0,60 DM aufgeführt ist. In Österreich übernahm der der Kommunistischen Partei Österreichs gehörende Globus-Verlag den Vertrieb der Hefte (Preis: 5 ÖS), und in Finnland gab es einen Verkauf über die Firma Kansankulttuuri Oy zum Preis von 0,80 FmK. Schließlich folgte eine Preisangabe für die Niederlande und Belgien im Heft 176 mit 0,70 Gulden oder 10 bfr; Vertriebspartner war hier die Uitgeverij Het Palet.
Ein neues Mosaik-Heft mit den Digedags, das die Episode um Wilhelm Bauer mit seinem U-Boot fortsetzt, erschien als Heft Nr. 90 mit dem Titel Duell an der Newa am 16. Mai 2025 zum 100. Geburtstag von Hannes Hegen. Basierend auf einem seinerzeit unveröffentlichten Manuskript aus dem Archiv Hegens, wurde es von den ehemaligen Mosaik-Zeichnern Ulf S. Graupner und Steffen Jähde im Stil der 1960er neu gezeichnet.

## „Abrafaxe“
Die seit Januar 1976 im Mosaik erscheinenden Nachfolger der Digedags sind ebenfalls drei ursprünglich koboldähnliche Figuren, die auf abenteuerliche Weise durch die Zeiten und Regionen der Erde reisen. Die künstlerische Leitung lag fortan (bis zum Heft 12/90) allein bei Lothar Dräger. Bei der Gestaltung der Hauptfiguren setzte sich die erfahrene Zeichnerin Lona Rietschel mit ihren Entwürfen durch. Dass die Hauptfiguren wieder drei Kobolde mit ähnlichen Eigenschaften wie die Digedags sein sollten, war eine Forderung des Verlages an das Redaktionskollektiv. Sie wurden in Anlehnung an die Digedags Abrafaxe genannt, und es wurde ihnen ein ähnliches Namensschema gegeben. Ihre Charaktere sind gegenüber ihren Vorgängern jedoch wesentlich stärker differenziert. Waren Dig, Dag und Digedag weniger individualisiert, so sind Abrax, Brabax und Califax völlig eigenständige und sehr unterschiedliche Charaktere mit unterschiedlichen Fähigkeiten, Vorlieben und Eigenschaften. Hegen strengte in der Folge mehrere Urheberrechtsverfahren sowohl gegen die Verwendung des Titels Mosaik als auch gegen Figuren der Abrafaxe an, konnte sich jedoch gerichtlich weder vor noch nach der deutschen Wiedervereinigung durchsetzen.
Die drei Helden Abrax, Brabax und Califax erfreuen sich bis heute großer Beliebtheit. Dafür stehen auch diverse Spin-offs mit ihnen. Bereits im August 1994 hatten sie mit Heft 224 ihre Vorgänger, die Digedags, überholt. Das Heft 271 vom Juli 1998 wurde in Addition beider Heftreihen auch als Mosaik 500 bezeichnet. Darin kam es sogar zu einer kurzen Begegnung der Abrafaxe mit den Digedags. Die Nummer 571 vom Juli 2023 erschien dementsprechend als Jubiläumsheft 800 und wurde mit sieben verschiedenen Titelbildern angeboten, ein achtes blieb exklusiv den Abonnenten vorbehalten. Bisher wurden weit über 200 Millionen Hefte beider Reihen verkauft.
Ab Februar 2018 war das Mosaik vorübergehend das meistverkaufte Comic-Heft Deutschlands und hatte damit selbst das Micky Maus-Magazin überholt.

## „Anna, Bella, Caramella“
Im August 2008 erschien als Ableger zur eigentlichen Mosaik-Serie erstmals ein Mosaik mit den drei weiblichen Hauptfiguren Anna, Bella und Caramella. Das erste Auftreten der Figuren war auf der Rückseite des Heftes 392 und setzte sich im Folgeheft fort. Nicht nur rein äußerlich und charakterlich scheinen sie das feminine Gegenstück zu den Abrafaxen zu sein, auch sind sie auf eine noch ungeklärte Weise mit den Abrafaxen verbunden.

## „MosaPedia“
Zur Zeitschrift Mosaik gibt es auch ein Online-Nachschlagewerk in Form eines Wikis: MosaPedia.

## Hannes Hegens künstlerisches Werk zu den „Digedags“
Im Jahr 2009 wurde das komplette künstlerische Werk von Edith und Johannes Hegenbarth und somit auch ihr gemeinsames künstlerisches Schaffen zu den Digedags infolge einer Schenkung Hegenbarths – maßgeblich aufgrund des persönlichen Engagements von Bernd Lindner und Rainer Eckert – zum Eigentum der Stiftung Haus der Geschichte der Bundesrepublik Deutschland im Zeitgeschichtlichen Forum Leipzig.